# Curinga (przystanek kolejowy)
Curinga (wł. Stazione di Curinga) – przystanek kolejowy w Curinga, w prowincji Catanzaro, w regionie Kalabria, we Włoszech. Położony jest na linii Salerno – Reggio di Calabria. 
Według klasyfikacji RFI ma kategorię brązową.

## Linie kolejowe
- Salerno – Reggio di Calabria